# Ofensiva contra la Fuerza Aérea Árabe Siria
La Ofensiva contra la Fuerza Aérea Árabe Siria es una campaña militar dentro de la Guerra Civil Siria llevada a cabo por el Ejército Libre (bando rebelde) desde agosto de 2012 con el objetivo de destruir las aeronaves militares de la Fuerza Aérea y con ello debilitar a las fuerzas armadas nacionales y al presidente Bashar al-Asad.

## Escenario
El Ejército Libre de Siria justificó esta ofensiva con diversas razones:
- Evitar la muerte de civiles

Los rebeldes aseguran que su objetivo es proteger a los civiles, y por ello se comprometieron a derribar a los helicópteros que ataquen a estos:

Los rebeldes iniciamos la operación "Volcán del Norte" para destruir todo avión que nos ataque a nosotros y a nuestro pueblo.
Comandante Libre Abu Omar

- Disminuir la potencia militar del Ejército Sirio

La Fuerza Aérea es la principal ventaja que posee el ejército lealista frente al bando rebelde, y es frecuentemente usada para lanzar ofensivas contra los feudos de la oposición.
Por ello, si los opositores consiguieran destruirla, la situación en el campo de batalla estaría más igualada.
- Bloquear el tráfico aéreo

Con los rebeldes controlando gran parte del terreno (incluidas las fronteras) el espacio aéreo se ha convertido en la principal vía usada por el ejército lealista para el envío de refuerzos.
Del mismo modo, los aliados del gobierno sirio también han recurrido al espacio aéreo para reforzar a las tropas de Bashar al-Asad. Por ejemplo, Irán ha enviado (a través del espacio aéreo de Irak) numerosos cohetes, armas y misiles, así como más de 100 soldados.
La destrucción de las aeronaves limitaría el movimiento de refuerzos a través de todo el país.

## Antecedentes
Antes de que se lanzara esta ofensiva, otros aparatos del Ejército Sirio fueron derribados. Cabe destacar el caso de un avión Mig-23 abatido el 13 de agosto en Deir Ezzor (cuyo piloto fue capturado), así como de otros helicópteros supuestamente destruidos.
Otro suceso notorio fue el de la deserción de un piloto que huyó y entregó su Mig-21 a Jordania.

## Gobernación de Damasco Rural

### 2012
Helicóptero derribado en Damasco
El 27 de agosto, un helicóptero militar sirio se estrelló en Damasco abatido por los rebeldes. La televisión estatal confirmó su destrucción pero no dio más detalles. Un vídeo posteado en Internet mostraba al helicóptero envuelto en llamas justo antes de golpearse contra el suelo.
Segundo helicóptero derribado en Damasco
El 5 de septiembre se informó de un segundo helicóptero derribado en la ciudad de Damasco a manos de los rebeldes.
Tercer helicóptero derribado en Damasco
El 20 de septiembre un helicóptero fue derribado por los disparos de los combatientes rebeldes en el área de Tal al Kurdi, próxima a Doum (Damasco).
Base capturada en Ghouta
El 5 de octubre una brigada rebelde procedente de Douma tomó una base aérea en Ghouta y se hizo con varios misiles tierra-aire.
Helicóptero derribado en Ghouta
El Observatorio Sirio de los Derechos Humanos anunció que otro aparato del Ejército Sirio había sido derribado en la ciudad de Sikba en la región de Al Ghouta.
Según el OSDH hubo cierta controversia sobre el aparato en cuestión ya que originalmente se identificó como un avión, y más tarde, como un helicóptero.
Muchos vídeos emergieron en  Youtube mostrando el derribo y la caída del helicóptero. Sin embargo, algunos canales aseguraron (si bien esta información no ha sido verificada)  que los vídeos correspondían a dos aparatos diferentes, uno de ellos un avión y el otro un helicóptero, lo que podría suponer que fueran 2 las máquinas derribadas.
Helicóptero derribado en Al Guta al Sharquiya
El 17 de noviembre los miembros del Ejército Libre Sirio lograron derribar un helicóptero en la zona de Al Guta al Sharquiya, a las afueras de Damasco, lo que ocasionó la muerte de sus dos tripulantes.
Ataque a la base aérea de Hajar al-aswad
El 19 de noviembre, los grupos rebeldes islamistas Ansar al-Islam y las Brigadas de Jund Allah tomaron la base del Batallón de Defensa Aérea cerca del barrio de Hajar al-Aswad después de cuatro días de lucha. Tras el combate, tomaron toda la munición posible, ya que era improbable que lograran mantener la base ante la ofensiva aérea del Ejército.
Ataque a la base aérea de Marj al-Sultan
El 25 de noviembre, los rebeldes sirios tomaron la base aérea de Marj al-Sultan en las afueras de Damasco durante la mañana del 25 de noviembre
Durante el combate, los rebeldes destruyeron dos helicópteros y aparentemente capturaron otros dos. Además, tomaron 15 prisioneros. Además, al menos 31 rebeldes y 16 soldados murieron Más tarde, los rebeldes abandonaron la base.

### 2013
Avión derribado en Deraa
El 17 de enero, los rebeldes derribaron un avión cerca de Deraa, según Al-Arabiya.
Avión iraní destruido en el Aeropuerto Internacional de Damasco
El 28 de marzo, miembros del ELS aseguraron haber destruido un avión con armas traídas de Irán en el Aeropuerto Internacional de Damasco. El avión consiguió aterrizar, pero estalló nada más tomar tierra.

## Gobernación de Idlib
Ataque al helipuerto de Taftanaz
- El 29 de agosto, el batallón rebelde Ahrah al Sham aseguró haber destruido al menos 10[28] helicópteros del ejército sirio  que se encontraban estacionados en la base militar de Taftanaz, a medio camino entre Alepo e Idlib, la cual cubría un área de 150km.

La operación se inició poco antes del atardecer y duró 40 minutos. Los rebeldes dispararon contra la base desde diferentes localizaciones. En la ofensiva, utilizaron tanques que confiscaron en batallas anteriores.
Varios tanques del Ejército Sirio fueron enviados a la base, pero fueron repelidos por rebeldes con lanzagranadas. Sin embargo, cuando aviones de guerra se unieron a la batalla y empezaron a disparar en la zona, los rebeldes se vieron obligados a retirarse con 3 bajas y algunos heridos.
- El 31 de agosto, el Consejo Nacional Sirio informó de que los insurgentes mantenían cercado el helipuerto de Taftanaz y que todavía se enfrentaban a los efectivos gubernamentales.[30]

- El 3 de noviembre, los rebeldes lanzaron una gran ofensiva con el objetivo de "liberar" la base aérea de Taftanaz. En la incursión participaron 8 batallones, entre ellos el Frente Al-Nusra.[31] De acuerdo con los vídeos difundidos sobre el ataque, las fuerzas rebeldes abrieron fuego contra las instalaciones con lanzacohetes, granadas y armamento variado. Según la agencia oficial del Gobierno Sirio, SANA, el ataque fue repelido.[32]

Avión derribado en Al Tharabiya
El 30 de agosto, los rebeldes sirios derribaron un avión del Ejército en las proximidades de la ciudad de Al Tharabiya (provincia de Idlib). La denominada Brigada de los Mártires Sirios se responsabilizó de la destrucción del aparato.
La cadena de televisión Al Arabiya difundió imágenes en las que se aprecia una humareda y a una persona saltando en paracaídas.
Otro vídeo posterior mostraba presuntamente al piloto muerto.
Ataque a la base aérea de Abu adh Dhuhur
- Entre la noche del miércoles y el jueves 29 y 30 de agosto, el ELS lanzó un ataque contra el aeropuerto de Abu adh Dhuhur.

- El ELS volvió a atacar el aeropuerto el 30 de agosto y consiguió derribar un avión Mig con número de serie 2271,[35] de fabricación rusa, matando a sus dos pilotos.

- El 31 de agosto el ELS atacó por tercera vez la base militar, donde logró abatir un helicóptero mientras despegaba. Los insurgentes abatieron el aparato con sus ametralladoras y destruyeron también otros cuatro helicópteros que estaban en la pista.[30]

- El 1 de septiembre los rebeldes controlaban parcialmente la base aérea.[36]

- El 4 de septiembre, los rebeldes sirios informaron haber derribado un avión en las proximidades de Jebel el Zawiya perteneciente a la base de Abu adh Dhuhur,[37][38] con número de serie 2280.[35] Varios vídeos se publicaron en internet mostrando la cola del avión envuelta en llamas y al piloto muerto.[39]

La mayoría de las fuentes pareció estar de acuerdo en identificarlo como un Mig 21, aunque también fue descrito como un Sukhoi Su-35.
El CNS aseguró que también había sido derribado un helicóptero en la misma zona, así como otro avión en la provincia de Hama, pero no pudo ser verificado.
- El 26 de septiembre el comandante rebelde encargado de los ataques contra Abu adh Duhur, Jamal Maruf, aseguró que mantenían la base cercada, de tal forma que ningún avión podía despegar o aterrizar en ella.[42]

Base en Duwila
El 3 de noviembre el ELS tomó la base de la defensa aérea en Duwila matando a varios soldados y entre ellos, a un oficial. Como consecuencia del ataque 8 rebeldes resultaron heridos. Después de tomar todas las armas y municiones que encontraron, abandonaron la base para evitar los bombardeos aéreos.

## Gobernación de Deir el Zor

### 2012
Ataque a las bases aéreas de Al Bukamal
El 31 de agosto por la noche los rebeldes se apoderaron del edificio principal de una base aérea en la ciudad de Bukamal, cerca de la frontera con Irak. Según informaciones que no pudieron ser verificadas, los rebeldes también capturaron varios misiles antiaéreos.
Tras la operación (en la que al menos 16 soldados fueron capturados) los rebeldes también atacaron el edificio de seguridad del ejército y el aeropuerto militar de Hamdan, que se mantuvo en manos del Ejército Sirio.
El 12 y el 15 de noviembre, se derribaron, respectivamente, un helicóptero y un avión, según los CCL.
El 17 de noviembre, los rebeldes tomaron por completo la ciudad de Bukamal, incluido el aeropuerto de Hamdam, uno de los últimos reductos de las fuerzas gubernamentales en la provincia junto con el principal aeropuerto en la ciudad de Deir al Zor, y se incautaron de armas pesadas, de cañones de obús y de vehículos blindados.
Las Fuerzas Armadas de Siria respondieron bombardeando el aeropuerto con aviones de combate.
Helicóptero derribado en Mohassen
Varios vídeos emergieron en Youtube mostrando lo que presuntamente eran restos de un helicóptero derribado en Mohassen el 5 de octubre y de los paracaídas de los pilotos.
Avión derribado Deir el Zor
El Observatorio Sirio de los Derechos Humanos informó de que un avión había sido derribado en Deir el Zor y de que sus dos pilotos habían sido capturados.

### 2013
Helicóptero derribado en Deir el-Zor
El 6 de mayo un grupo de rebeldes islamistas derribó un helicóptero que intentaba aterrizar en una base militar, matando a 8 soldados que viajaban en su interior.

## Gobernación de Alepo

### 2012
Ataque a la base aérea de Kuriss
El 1 de septiembre los rebeldes sirios atacaron el aeropuerto militar de Kuriss, donde lograron capturar varios misiles tierra-aire y destruir tres aviones de combate.
El 12 de octubre los rebeldes tomaron la base, según el OSDH.
Ataque al aeropuerto de al-Nairab
Como parte de una nueva ofensiva en la batalla de Alepo, los rebeldes atacaron el aeropuerto de al-Nairab, y al menos 2 helicópteros resultaron dañados.
Avión derribado en Khan al Asal
El 13 de octubre los rebeldes derribaron en el barrio de Khan al Asal (Alepo) un Mig de fabricación rusa y capturaron a su piloto.
Ese mismo semana los Comités de Coordinación Local informaron de un Mig derribado en Idlib,
otros dos aviones derribados en Alepo y un cuarto en Abu Kamal pero no pudo ser verificado de forma externa.
Avión derribado en Sheij Said
Un portavoz del ELS, Sami Kurdi, dijo que un caza que bombardeaba el barrio Sheij Said de Alepo fue alcanzado por los disparos de baterías antiaéreas rebeldes emplazadas en los alrededores del aeropuerto militar de Naireb.
Ataque a la base aérea de Sheikh Suleiman
El 20 de noviembre los rebeldes capturaron gran parte de la base aérea de Sheikh Suleiman, al norte de la ciudad de Alepo. Una fuente rebelde dijo que su plan era incautarse con todo el material que pudieran y posteriormente abandonar la base para evitar represalias aéreas.
Primer helicóptero derribado en Alepo
El 27 de noviembre, un helicóptero fue derribado en Alepo mediante un MANPADS. Este fue el primer uso documentado de un cohete para derribar un helicóptero durante la Guerra Civil.
Avión derribado en Dar Ta-izzah
Un grupo yihadista vinculado al ELS derribó el 28 de noviembre un avión del Ejército Sirio y capturó a su piloto. Un vídeo fue difundido por los rebeldes en el que se mostraba cómo daban cuidado médico al detenido.

### 2013
Toma del aeropuerto de Al-Jarrah
El 12 de febrero, los rebeldes sirios tomaron el aeropuerto militar de Al-Jarrah, y capturaron numerosos aviones, entre ellos varios Mig, aunque en malas condiciones.
Segundo helicóptero derribado en Alepo
El 25 de febrero, los rebeldes derribaron un helicóptero en las proximidades de la base aérea de Mennegh.
Avión derribado en Alepo
El 8 de mayo los rebeldes derribaron un avión que despegaba del aeropuerto de Mennegh, siendo el destino de los pilotos desconocido.
Sitio de la Base Aérea de Meneg
El Sitio de la Base Aérea de Meneg (también llamada Menagh, Menegh o Minakh) fue un enfrentamiento armado entre el Ejército Libre Sirio y grupos rebeldes de tendencia islámica por un lado, y las Fuerzas Armadas de Siria por la otra parte. Ambos bandos se disputaron durante casi ocho meses el control de esta base aérea militar, ubicada en Alepo, Siria, hasta que finalmente cayó en manos de los rebeldes, que se apoderaron de numeroso armamento y vehículos aéreos.

## Gobernación de Idlib
Avión derribado en Atarib
Unos combatientes rebeldes derribaron un avión de combate que sobrevolaba la ciudad septentrional de Atarib en la provincia de Idlib.
La información provenía de un periodista independiente anónimo, que dijo que los combatientes rebeldes estaban atacando una base militar cerca de la población cuando el avión sobrevoló la zona y lo derribaron con armas antiaéreas.
Helicóptero derribado en Maarat al Numan
Los rebeldes informaron de la destrucción de un helicóptero durante unos enfrentamientos en la ciudad de Maarat al-Numan el 17 de octubre. Un vídeo fue difundido en YouTube en el cual el aparato hacía espirales en el aire para finalmente explotar.